# Hunza
Hunza (em idioma muisca Chunsa ou Junsa) foi uma das principais cidades da confederação muísca, na época pré-colombiana, sede de governo do zaque (cacique que comandava os povos da zona norte do atual planalto cundiboyacense, no centro de Colômbia). A atual cidade de Tunja acha-se construída sobre essa mesma localização.
O nome desta localidade deriva da denominação chibcha do mítico cacique da cidade, Hunzahúa (palavra que significa ‘varão poderoso’). Estando como capital do território muísca, mantinha numerosas fortificações como a de Quiminza, bem como templos e lugares religiosos como o Poço de Hunzahúa e o Santuário do Zaque.

## História

### Idade Antiga
Os primeiros povoadores primitivos chegaram ao planalto cundiboyacense há aproximadamente 12 000 anos. Na região encontraram-se fosséis humanos ―o Homem Temprano, ou Homo do Tequendama data de 6375 a. C.―, utensílios de osso e artefactos líticos (de pedra). No território da cidade encontraram-se impressões arqueológicas desde o ano 150 a. C. Durante mais de dois mil anos estabeleceram-se diferentes grupos humanos emlocalidades da cidade. Os cientistas do Grupo de Arqueológico da UPTC (Colômbia) indicam que em Tunja, o homem pré-histórico procede de diversos povos que se estabeleceram nestas terras. Durante o primeiro milênio após Cristo, as terras foram ocupadas pelos muíscas, um povo da família chibcha proveniente de América Central. Sua via de imigração possivelmente foi através de Panamá para a região andina

### Era muísca

#### Primeira era muísca
Numa era de contínuos confrontos entre chefes locais, propôs-se pacificar a região e para isso se fez um consenso entre os dirigentes muíscas para eleger a um chefe supremo que os governasse. Elegeu-se Hunzahúa, oriundo de Ramiriquí, de quem se tomou o nome da confederação, que se chamou Hunza. Tomou o nome de zaque (‘senhor-grande’, o mesmo que significava zipa entre a comunidade de Bacatá). O zaque exerceu o controle sobre as terras que vão desde o rio Chicamocha até os Sutagaos, e desde as vertentes dos planos de San Juan até as fronteiras dos Panches e os muzos, com toda a terra de Vélez. A unidade instaurada permitiu unificar o idioma e a religião dos muíscas, e só foi rompida a fins do século XV pelo zipa Saguanmachica.

#### Última era muísca
Em 1490 Saguanmachica, com cinquenta mil soldados decide fazer um ataque em massa ao Zaque, atravessa as terras de Guatavita e em Chocontá enfrenta ao exército de Michua que o superava em quantidade. A batalha prolonga-se por três horas e os dois soberanos morrem. Em seus 18 anos, Quemuenchatocha acedeu ao zacazgo durante a tensa trégua entre as duas comunidades.
Em 1514, o zaque descobriu as intenções expansionistas de Nemequene e solicitou apoio dos caciques de Gameza, Iraca, Duitama e Sáchica, unificando seus exércitos. A batalha desatou-se no Arroio as Voltas.
Nemequene, que estava sendo vitoriso, resultou mortalmente ferido, e então suas tropas se retiraram. Sugamuxi, cacique de Iraca, retirou-lhe o apoio, e conseguiu uma trégua cujos termos estavam por cumprir quando ocorreu a chegada dos espanhóis. Ao inteirar-se de que os europeus rodeavam suas terras, Quemuenchatocha não se moveu de sua fortaleza, nem adiantou atos de agressão contra os invasores. Proibiu baixo graves penas que se lhes indicasse o caminho de sua fortaleza e quando se inteirou de que se aproximavam, lhes enviou presentes e emissários de paz, procurando detê-los enquanto escondia suas riquezas.

### Conquista espanhola

#### Descoberta espanhola de Hunza
Gonzalo Jiménez de Quesada saiu de Santa Marta em abril de 1536, numa das expedições para o sul do continente. Seu objectivo foi localizar e conquistar O Dourado.
Depois de alguns meses de travessia, encontra numerosos caciques muiscas sobre o atual território do planalto cundiboyacense. Em sua busca, recebe informações a respeito do achado de esmeraldas e outros tesouros em Somondoco e nos Planaltos orientais. Finalmente, em 20 de agosto de 1537, chegaram os conquistadores, vindos com cavalos e cães, e o próprio Gonzalo Jiménez de Quesada chegou aos aposentos de Quemuenchatocha. Encontraram-no sentado numa cadeira enfeitado com muito ouro em seus vestidos e na mesma forma que seus acompanhantes, que aterrorizados fugiram, deixando-o sozinho; o ouro, as esmeraldas e as finas teias foram saqueadas. Este ato da Conquista realizou-se no lugar em onde actualmente se encontra o Convento de San Agustín. Quemuenchatocha foi levado até Suesca, com a esperança de que revelasse o lugar onde tinha ocultado o resto de seus tesouros. Abdicou em favor de seu sobrinho Aquiminzaque e retirou-se à Ramiquirí (Rumiraqui), onde pouco tempo despois morreu.

#### Colonização de HunzaTunja
A conquista espanhola do território começou quando Gonzalo Jiménez de Quesada capturou a Quemuenchatocha, que foi sucedido em vida pelo jovem Aquiminzaque. Este último, junto com sua tribo, receberam uma encomenda de Hernán Pérez de Quesada. O novo zaque não se mostrou belicoso em frente aos espanhóis, e inclusive se deixou converter ao catolicismo. As contínuas e numerosas exigências que faziam os espanhóis, geravam desconforto na população muísca.
Aquiminzaque devia confirmar seus núpcias com a filha de cacique de Gámeza e vários chefes se apresentaram na solene cerimónia. A Pérez de Quesada chegou-lhe o rumor que a ocasião seria utilizada para uma revolta geral, pelo que se apresentou a Aquiminzaque e todos os caciques, entre eles os de Toca, Motavita, Samacá, Turquemé, Suta e os fez assassinar.
Em 1540 foi decapitado o zaque Aquiminzaque, e sua queda marcou o fim da dinastia dos zaques hunzas.
Os indígenas do zacazgo foram dispersados e escravizados ao longo da nova província de Tunja.
Gonzalo Suárez Rendón realizou a «fundação» hispânica da cidade, desta vez com o nome de Tunja.

## Últimos governantes

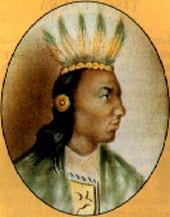
Hunzahúa
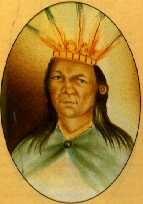
Quemuenchatocha
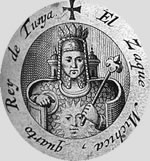
Minchua
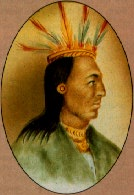
Aquiminzaque